# HD 74167
HD 74167，又名CD-44 4679，SAO 220261、HR 3444，是一颗恒星，视星等为5.71，位于銀經264.12，銀緯-2.06，其B1900.0坐标为赤經8h 37m 10.7s，赤緯-44° -2.06′ 7″。